# Беглик-Таш

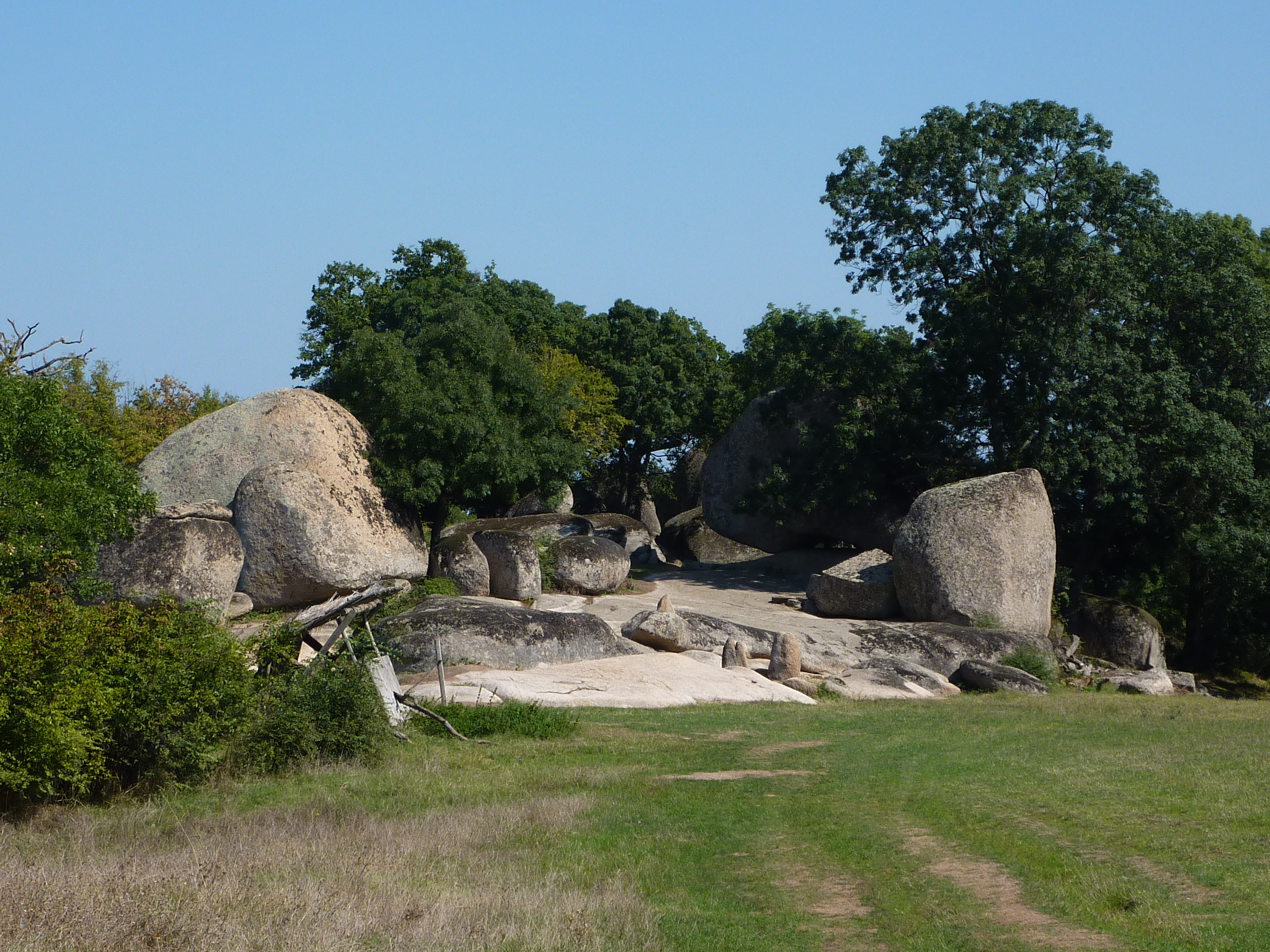
Вид на Беглик-Таш.

Беглик-Таш (болг. Бегликташ) — древнее фракийское скальное святилище, расположенное на южном побережье Чёрного моря в Болгарии, в 5 километрах от города Приморско и в 40 км от города Бургас, у подножия гор Странджа. Находится на отрогах Маслен Нос, на высоте около 210 метров над уровнем моря. Обнаружено в 2003 году. Площадь: около 6 га. Объект находится недалеко от долины реки Зигра и представляет собой естественный скальный ансамбль из сиенитовых блоков различных размеров и форм, образовавшихся in situ в результате сферического выветривания пород Росенского плутона. Одновременно Бегликташ является одним из крупнейших доисторических мегалитических святилищ на территории Болгарии. Центральная часть объекта занимает площадь около 8 гектаров. Мегалиты частично обработаны руками человека.
Согласно проведенным исследованиям, деятельность человека в данном святилище происходит с конца бронзового века (XIII век до н. э.). В нём были найдены останки оснований жилищ, культовых костров. В Беглик-Таш проводились обряды, которые связаны с культом богини плодородия. Бегликташ пострадал в результате деятельности Бургасских каменных разработок, вследствие чего исследователи отмечают, что культурные слои значительно разрушены и перемешаны из-за оползней и эрозии. Социализация святилища как объекта культурного туризма началась лишь в 2003 году. Доступ к памятнику в 1970-е и 1980-е годы был невозможен, так как территория входила в границы охотничьей резиденции «Перла», которую использовали Тодор Живков и УБО. Частичные археологические исследования центральной части святилища начались только в 2001 году под руководством болгарских археологов Цони Дражевой (1954–2013) и Димитра Недева.

### Происхождение названия
Топоним «Бегликташ» происходит из турецкого языка: слово «беглик» означает «налог в натуре, выплачиваемый феодальному владельцу (бею) в Османской империи», а «таш» — «камень». До освобождения Болгарии от османского владычества болгарские пастухи из окрестных странджанских деревень уплачивали налоги скотом. Животных приводили в это место, где на больших камнях власти «собирали налог».
Бегликташ был известен болгарской археологической науке ещё с полевых исследований Карела Шкорпила, проведённых в Болгарии в годы после освобождения страны от османского владычества. Шкорпил отмечал, что у Маслен Нос, недалеко от села Кюприя (ныне город Приморско), на вершине Китка находится скальное образование, которое он назвал «Апостол Таш». Он описывал объект как скальный блок с особой сердцевидной формой, установленный вверх дном на скальной площадке.
В 1972–1973 годах в рамках археологической экспедиции «Аполония — Странджа» под руководством профессоров Александра Фола и Ивана Венедикова объект был повторно обследован. Исследователи зафиксировали наличие искусственных круглых углублений под блоком в скале, а также описали скальный блок орехообразной формы диаметром 12 метров, установленный на других камнях в виде крыши огромного дольмена, под которым можно пройти.
Объект оставался практически неизвестным широкой публике почти сто лет. Лишь в 2002–2004 годах болгарский археолог Цоня Дражева из Регионального исторического музея города Бургас при минимальном финансировании начала археологические раскопки древнего святилища. За три года её команда очистила территорию и вернула упавшие мегалиты на предполагаемые места. В 2005 году археологические работы были прекращены из-за отсутствия средств.

### Датирование
По данным археологической группы, проводившей разведочные раскопки на территории святилища, по обнаруженным находкам (керамика, римские монеты, кости животных) самые ранние артефакты датируются VII–V веками до н. э., то есть поздним бронзовым веком, а материалы из более поздних слоёв относятся к IV–II векам до н. э. и до IV века н. э. Цоня Дражева предполагает, что святилище функционировало практически без перерыва около 2000 лет — с XV века до н. э. до IV века н. э., когда его деятельность, вероятно, была прекращена в связи с распространением христианства.
Из-за значительных размеров территории святилища его точное датирование затруднено. Существует высокая вероятность, что сакральное место имеет гораздо более древнее происхождение — вплоть до эпохи неолита или энеолита.

### Расположение
Бегликташ расположен в непосредственной близости от руин древнего поселения, которое, по предположениям, отождествляется с селищем Ранули. Он находится в окрестностях заповедника «Ропотамо», на хребте Маслен Нос, на высоте около 210 метров над уровнем моря и примерно в 5 км от города Приморско. Объект расположен на самой высокой части Маслен Нос, выступающей в море между бухтой Св. Параскева и бухтой Зигра, в пределах охотничьего хозяйства Аркутино. Весь мегалитический комплекс занимает площадь около 12 гектаров.
Исследованная часть святилища состоит из центральной зоны и двух колец меньших по размеру структур вокруг неё, общей площадью около 6 гектаров. Крупные каменные валуны частично обработаны человеком и расположены в уникальных конфигурациях. В плоских скальных поверхностях высечены каменные круги, углубления, ванны и ступени. Жилое сооружение и культовые очаги дополняют доказательства человеческой деятельности на этом месте. Учёными установлено, что Бегликташ был создан фракийским племенем скримианов, населявших данный регион Странджа в древности и прославившихся как одни из лучших металлургов Древней Фракии.
Во втором тысячелетии до н. э. (а возможно, и значительно раньше) фракийское племя скримианов расположило часть каменных блоков, чтобы создать своеобразное сакральное пространство, посвящённое Богине-Матери и её сыну — Богу-Солнцу (Загрей/Аполлон/Дионис). Многие из крупных мегалитических валунов достигают массы до 100 тонн. В составленных мегалитических композициях они занимают строго определённые места и подчинены особой символике.
По своему расположению святилище занимает центральное место в регионе — находится на перекрёстке путей, соединявших устье реки Ропотамо с нынешним Приморско и древний город Ранули с портовой бухтой Св. Параскева. Хотя объект расположен высоко на склонах горы, близость к морю была решающим фактором в его историческом развитии. Благодаря лёгкому доступу и известности место в разные эпохи посещали фракийцы, греки и римляне.
Согласно археологическим находкам считается, что святилище было основано в XIV веке до н. э. и функционировало до V века н. э. По своей сути оно выполняло функции, схожие с функциями современных монастырей.

### Археологические исследования
Археологическое исследование объекта началось в 2002 году. Руководителями экспедиции от Регионального исторического музея города Бургас стали Цоня Дражева и Димитр Недев.
Археологи установили, что святилище расположено на пологой, самой высокой части мыса Бегликташ (непосредственно рядом с самой высокой вершиной в окрестности — вершиной Китка). Таким образом был соблюдён принцип древних фракийцев при выборе места — возвышенность, холм или плато с хорошим визуальным контактом с самой высокой точкой для максимального «приближения к небесному». Святилище имеет отличную видимость в сторону «внешнего мира» — в данном случае моря с севера и востока, а с запада и юга защищено горной цепью Приморской горы. Культовое место отличается характерными скальными образованиями, возникшими в результате древней вулканической активности угасшего кратера вершины Китка. Эти живописные формы полностью соответствовали религиозным представлениям фракийцев о горе (древо жизни): скала как модель мироздания, место связи Земли и Космоса, пространство совместного существования солнечных и хтонических божеств.
В ходе археологических раскопок 2002–2004 годов были обнаружены многочисленные артефакты: глиняные сосуды, каменные орудия труда и оружие, кремнёвые изделия, монеты и другие находки, которые подтверждают, что святилище использовалось с середины второго тысячелетия до н. э. и было оставлено в начале IV века н. э. Отсутствие более поздней застройки позволило сохранить культурные слои и сакральные элементы в их первоначальном виде.
В 2002 году на объекте были зафиксированы остатки строения с саманными стенами. Однако самой характерной особенностью являются четыре крупных каменных блока, частично обработанных и установленных как менгиры, а также зарегистрированный крупный дольмен. Кроме того, на объекте встречаются различные скальные высечки: ванны и желоба, каменные круги, две так называемые «Ступени Марка» (расположенные на разных уровнях в противоположных концах центральной площадки), каналы, солярные символы, ромбовидные фигуры, ступени и прочие элементы, вырезанные на поверхности основной скалы. Выявлены шесть ям для деревянных опор, расположенных П-образно (между так называемым малым дольменом и высоким «Камнем Марка»), а также камень бобовидной формы, оформленный как трон с высеченными сиденьем и подлокотниками (в центральной части ограждённого пространства).
На территории святилища обнаружены археологические материалы, относящиеся к позднему бронзовому, раннему и позднему железному веку, античности и началу IV века н. э. Это в основном фрагменты глиняных сосудов (во внутренней части большого дольмена и перед его входом), глиняные идолы, каменные топоры, кремнёвые ядра и кости животных со следами обжига.
В 2003 году археологи проводили поиски пещерных ниш — так называемых «скитов». Цоня Дражева выдвинула гипотезу, что поскольку нестинарские сёла в Страндже традиционно расположены рядом с мегалитическими святилищами, вероятно, именно нестинары обслуживали данные святилища. По рассказам местных жителей Приморско, на поляне перед святилищем до 1956 года проводились нестинарские ритуалы, пока территория не была национализирована и не началось строительство резиденции «Перла». Исходя из данных о нестинарских обрядах и многочисленных искусственных высечках на мегалитических блоках, Дражева и Недев пришли к выводу, что святилище связано с почитанием Бога-Солнца и Великой Богини-Матери и что его территория служила сценой для мистериальных обрядов тракийского орфизма. По гипотезе Дражева, это место связано с древнейшим культом Богини-Матери и Бога-Солнца в фазе их символического брака. Работая на объекте, научная группа поэтапно реконструировала древний ритуал: на площадке зафиксирована вырезанная в скале дорожка длиной 12 м, ведущая к «супружескому ложу», составленному или оформленному из крупных камней in situ. Рядом археологи очистили каменные ванны, в которые при обрядах лили священные жидкости: воду, молоко, растительное масло и вино. Согласно трактовке Дражева, эти четыре начала символизировали создание Космоса: вода — водные стихии, молоко — воздух, масло — огонь, вино — землю. Таким образом, древние воспроизводили модель мироздания. Бог Солнце днём символизирует свет, а ночью — огонь; через обряды нестинары замыкали круговорот природы.
В 2004 году команда археологов под руководством Дражева и Недева полностью исследовала центральную часть святилища площадью 350 м². Там были зафиксированы два жертвенных камня, расположенные друг напротив друга по линии север–юг — так называемое «ложе» и большая прямоугольная ванна, собирающая воду из высеченных в скале радиальных каналов. Очистка структуры вокруг них (солярных символов, малых круглых ванн, сидений и др.) позволила реконструировать маршруты движения в культовом пространстве и определить места ритуалов с водой и приношениями.
Был расчищен западный вход и проход к центральной культовой площадке шириной 2,4 м и длиной 8 м, выполненные путём ступенчатой выборки скалы с отводными каналами.
В южной части площадки перед жертвенными камнями были обнаружены четыре культовых очага — эшары. На обожжённой глиняной замазке сохранились фрагменты глиняной посуды, амфор, костей животных, каменных и кремнёвых орудий, ритуально разбитых. Эти материалы датируются VIII–V веками до н. э.
В 60 м к востоку от большого дольмена была выявлена прямоугольная постройка длиной 11,3 м и шириной 9,2 м, в западной части которой в качестве стены использована крупная скала. Очищены пазы для опорных балок двускатной крыши. Стены сложены из ломанных камней без связующего раствора, пол был покрыт квадратными плитками, а у фундамента обнаружены фрагменты черепицы. Перед восточной стеной расчищены два вкопанных питоса, разрушенных под тяжестью завала. Местоположение здания в наиболее укромной части святилища указывает на его особое значение и ограниченный доступ. Находки (фрагменты керамики, каменные орудия, две римские бронзовые монеты) датируют его использованием II — началом IV века н. э.
Сохранённые сакральные элементы позволили археологам заключить, что Бегликташ представляет собой воплощение универсальной модели веры, связанной с почитанием Бога Солнца и Богини-Матери.
Состав команды, работавшей на объекте в 2001–2003 годах:
- Научный руководитель — Цоня Дражева (Региональный исторический музей, Бургас)
- Заместитель руководителя — Димитр Недев (Археологический музей Созополь)
- Консультант — д-р Кръстина Панайотова (АИМ при БАН)
- Дополнительные консультанты — проф. Иван Маразов, доц. Татьяна Шалганова (НБУ, София)

В раскопках участвовали студенты Софийского университета им. Св. Климента Охридского, Великотырновского университета им. Св. св. Кирилла и Мефодия, НБУ и Бургасского свободного университета — клуб спелеологии.
Археологические раскопки были проведены при активной поддержке общины Приморско.
Объект Бегликташ изучен болгарскими археологами в очень ограниченном объёме, несмотря на усилия Цони Дражева и её команды в 2001–2005 годах. Место привлекает множество туристов и любителей археологии. Вопрос о точных границах святилища остаётся открытым. На многих мегалитических валунах между мысом Бегликташ и рекой Ропотамо видны следы обработки скальных поверхностей. В этой зоне археологи зафиксировали около пятнадцати дольменов. В проекте «Балканские мегалиты» инженер Любомир Цонев упоминает три из этих древних сооружений.

### Объекты святилища и их назначение
Археологи составили следующий общий план расположения объектов святилища и их предполагаемого назначения (при этом следует учитывать, что на данном этапе изученности памятника эти функции являются предметом научной гипотезы и требуют дальнейших доказательств):
Общий план святилища
1. Вход — ориентирован на юго-запад, в нерасчищенной части продолжается к западу. Он обозначает главную ось восток–запад, вокруг которой расположены основные объекты.
2. Брачное ложе — камень, оформленный в виде ложа, своеобразные «подушки» ориентированы на восток. Считается, что высеченные на скале отпечатки символизировали присутствие божества и подтверждали его явление. Такая символика характерна для древних верований, когда боги не имели образа. По интерпретации археологов, здесь жрец и жрица ритуально воспроизводили союз Бога-Солнца и Богини-Матери в ночь перед летним солнцестоянием.
3. Жертвенник — на поверхности монолитной скалы высечены углубления, которые, предположительно, использовались для культовых целей. В них, по интерпретации, вливали четыре священные жидкости: воду, вино, молоко и растительное масло.
4. Трон — по предположению, на этом месте восседал верховный жрец, наблюдая за жертвоприношениями и ритуальными действиями. Высеченное в мегалитическом валуне сиденье в древности находилось на одной из крупных скал, однако в настоящее время лежит на земле, вероятно, сброшенное землетрясением или искателями кладов.
5. Менгир со «Ступнёй Бога-Солнца» — отпечаток длиной 0,80 м и шириной 0,40 м ориентирован по линии восток–запад.
6. Священная площадка — монолитная скала, на которой расположены основные элементы святилища. Высеченные на ней символы олицетворяют мужское и женское начала. Здесь же высечены несколько каменных чаш различной формы, собирающих дождевую воду, необходимую для ритуалов.
7. Ступня Богини-Матери — символ присутствия и покровительства Великой Богини.
8. Плеяды — шесть углублений, расположенных так, что их форма напоминает созвездие Плеяды. Это предположение принадлежит Цоне Дражева и пока остаётся недоказанным.
9. Расколотый камень — был повреждён взрывами в 1950-е годы, когда место использовалось как каменоломня, что привело к уничтожению части комплекса.
10. Апостол Таш (Сердцевидный камень) — огромный мегалит, опирающийся на три точки, между которыми образована ниша, в которой можно лежать. 22 июня, в день летнего солнцестояния, через нишу проходят солнечные лучи, превращая камень в своеобразный календарь. Археологи предполагают, что камень был принесён людьми и затем под ним была высечена ниша.
11. Солнечные часы — разделяли день на шесть отрезков. Составлены из шести плоских камней, расположенных севернее Апостол Таш так, что тень от мегалита падала на разные камни в разное время суток.
12. Главный дольмен («Священная пещера–утроба») — высотой 12 м и длиной 9 м. По форме напоминает утробу и символизирует женское начало. Согласно интерпретации, здесь происходил ритуал рождения Героса, который после появления, освещённый восходящим солнцем, выходил под арку Апостол Таш и встречался с поклоняющимися.
13. Лабиринт — археологи считают, что в северо-восточной части комплекса в лабиринте из монолитов проводились орфические обряды. Лабиринт имеет два выхода: левый — сакральный, правый — связанный с профанным. По гипотезе, он использовался для гадания. Чтобы добраться до выхода, посвящаемый проходил несколько испытаний, включая пролезание через узкую расщелину между двумя половинами расколотого валуна (высота около 6 м, ширина — около 0,30 м). Предполагалось, что пройти могли лишь люди с чистыми помыслами.
14. Теменос («Дом оракула») — строение, вероятно, служившее жильём жреческой общины, которая круглый год обслуживала святилище. Датируется IV веком н. э. По предположению, с распространением христианства в Римской империи в V–VI веках духовный центр переместился севернее, в бухту Свята Параскева, где был основан христианский монастырь с патроном Святая Параскева.

### Связь с другими археологическими объектами
Мегалитические памятники в Страндже и Сакаре исследованы относительно слабо. Впервые они были описаны в публикациях братьев Шкорпил, а впоследствии изучались Георги Бончевым и Василом Миковым.
Только в начале 1970-х годов значительная часть памятников была описана и обследована в рамках Национальной научно-исследовательской координационной программы «Странджа–Сакар», созданной проф. Александром Фолом. В результате экспедиций его команды были частично изучены фракийские крепости и поселения в Страндже, расположенные в непосредственной близости от Бегликташа и несомненно связанные со святилищем и древнефракийскими племенами региона. Исследования в северо-восточных отрогах Странджи установили, что укрепления на Меден Рид были возведены и использовались фракийцами в целом в течение I тыс. до н. э. Крепости строились на самых высоких вершинах центрального хребта, который простирается от мыса Маслен Нос до мыса Атия. Благодаря этому между ними сохранялись отличная видимость и удобные коммуникации. Древние названия этих крепостей до сих пор неизвестны, поэтому археологи используют названия, данные местным населением. Меден Рид остаётся ненаселённым, и большая часть его территории не была вовлечена в хозяйственную деятельность окружающих современных поселений, что способствовало сохранности укреплений.
Крепость у Маслен Нос представляет собой стену, пересекающую в самой узкой части одноимённый мыс со стороны материка. С берега мыс обрывается отвесными скалами, поэтому дополнительных укреплений там не возводили. Стена сложена из ломанных камней без связующего раствора, её толщина достигает 2,20–2,80 м. Следы входа зафиксированы в южной части, где стена примыкала к пропасти — таким образом, противник, пытавшийся проникнуть внутрь, оказывался под обстрелом защитников вдоль всей линии стены. Отрывочные сведения о крепости сохранились с римской эпохи. По Псевдоскимну и Страбону, государственная территория Аполлонии включала прибрежную зону к югу от мыса Тиниада (ныне Инеада, Турция), следовательно, не позднее V века до н. э. крепость принадлежала Аполлонии. Ариан сообщает, что во II веке н. э. здесь находилась удобная гавань, что подтверждается подводными исследованиями. Предполагается, что здесь располагалась упомянутая в Певтингеровской карте римская дорожная станция Тера. Считается, что поселение прекратило существование в ходе варварских нашествий в V–VI веках н. э.
Крепость Вълчаново кале расположена на вершине высотой около 100 м, известной также как «Львиная Голова», примерно в 2 км от устья реки Ропотамо. Географическое положение обеспечивало значительные стратегические преимущества: у подножия проходила глубокая судоходная река, соединённая с морем и расположенная близ естественной гавани — бухты Свята Петка. Укрепление ориентировано по основным сторонам света и занимает площадь около 30 гектаров, являясь крупнейшей крепостью на Меден Рид. С юга и запада его защищают крутые скальные откосы, где нет дополнительных сооружений. В восточной и северной части стены включают в себя мегалитические валуны высотой до 5–6 м. Стена сложена из плитняковых камней без раствора; фасады на некоторых участках выполнены из крупных блоков, а внутренняя часть заполнена мелкими камнями. Вход располагался в восточной стене, туда вёл путь по седловине, защищённый с обеих сторон: слева его прикрывала выдающаяся под углом стена, справа — высокий валун. Этот фортификационный приём известен по укреплениям Трои и Микен. Во время археологических экспедиций под руководством проф. Фола были обнаружены многочисленные фрагменты керамики, самая ранняя из которых датируется началом Железного века. По следам построек и керамике исследователи пришли к выводу, что крепость использовалась практически без перерыва до конца XV века н. э. Археологи отождествляют Вълчаново кале с упомянутой в Хамбрийской надписи крепостью Ранули. (В последние годы в СМИ место называют «древним городом Ранули», но это предположение пока не подтверждено из-за отсутствия масштабных раскопок.) Во время экспедиции 1970-х годов команда также зафиксировала один из долменов севернее сакральной площадки Бегликташа.
Крепость Малкото кале занимает небольшое плато на вершине в 5 км от Вълчаново кале по Меден Рид. Стены сложены из местного камня без связующего раствора, без чёткой рядной кладки, толщиной от 1,80 до 2,80 м, и повторяют очертания плато, включая крупные валуны и скалы. Площадь около 4 гектаров, внутри сохранились слабые следы построек. На поверхности археологи нашли многочисленные фрагменты черепицы типов, известных по изделиям Аполлонии IV–II вв. до н. э. Вероятно, вход находился между двумя валунами высотой около 6 м. Раскопки 1960–1970-х годов дали ценные результаты: мощный культурный слой содержал керамику раннежелезной культуры Юго-Восточной Фракии. Эта керамика отличается от аналогичных материалов из долменов Сакара, однако по всем признакам продолжает традиции позднебронзового времени. Формы сосудов показывают тесную связь с малоазийской культурой слоя Трои VII B2. Вопрос о том, является ли найденная керамика поздней фазой этой традиции или же материалы из Трои представляют периферийный вариант той же культуры, пока не решён. Однако очевидно, что крупнейшие центры этой культуры находились в Юго-Восточной Фракии. Её присутствие в долменах и строительстве мегалитических гробниц в это время свидетельствует, что население этого региона занимало ведущие позиции в древней Фракии.
Пещера–утроба под Львиным Камнем — летом 2012 года доцент Николай Овчаров по приглашению Димитра Драгунова (жителя Приморско) и команды Нова телевизия с журналисткой Марией Цънцаровой осмотрел труднодоступную пещеру–утробу под скальным феноменом Львиная Голова на территории резерватa «Ропотамо». На съёмках видно каменное ложе (алтарь), вырезанное вручную. Из пещеры были извлечены фрагменты керамики, датируемые Ранней Железной эпохой (X–V вв. до н. э.), Античностью и Средневековьем. По словам Овчарова, пещера — естественное образование, переоборудованное фракийцами в храм Солнца. В полдень через узкую щель внутрь проникает солнечный луч, который «ползёт» по полу к алтарю; явление длится несколько минут. Подобный феномен Овчаров наблюдал в 2002 году в Тангардак-Кая у села Ненково. Это открытие подтвердило одну из гипотез проф. Фола о существовании пещер–утроб, в которых Солнце символически оплодотворяет Землю-Мать. По мнению Овчарова, пещера–утроба под Львиным Камнем — ещё одно доказательство впечатляющих астрономических знаний древних фракийцев.

### Социализация, охрана и консервация
В 1950-е годы, в период тоталитарного режима, Бегликташ использовался как каменоломня для производства брусчатки.
На территории святилища насчитывается около десяти точек добычи камня. Сырьё использовалось бывшей государственной компанией «Бургаские каменные карьеры», которая производила брусчатку и бордюрные плиты из раздробленного сиенита. Мегалитические валуны являлись одним из основных ресурсов компании. Брусчатка из каменоломни Бегликташ использовалась для мощения улиц и площадей во многих черноморских городах, а также на площадях в Стамбуле и других турецких городах. Валуны, находившиеся в местах с большой разницей высот, которые было трудно транспортировать к морю, оставались неиспользованными. В районе под центральной частью святилища до сих пор видны следы взорванных и расколотых валунов. К середине 1960-х годов добыча была прекращена, так как сложный рельеф мешал вывозу материалов, а бухта Свята Петка стала популярным местом рыбалки для гостей правительственной резиденции «Перла».
По данным общины Приморско за 2014 год, в летний сезон 2013 года Бегликташ посетили около 15 000 туристов.
В интервью газете «Морски фар» турецкий профессор Энгин Бексач отметил, что Бегликташ и многие древние фракийские памятники на территории Болгарии обладают огромным потенциалом, и, по его мнению, страна должна инвестировать в их изучение и социализацию.
Профессор Бексач посетил Болгарию в рамках реализации проекта трансграничного сотрудничества Tell Us About Thracians, ведущим партнёром которого является Эдирненская палата торговцев и ремесленников совместно с Бургасской региональной туристической ассоциацией. Ожидается, что выполнение мероприятий проекта сделает трансграничный регион гораздо более привлекательным за счёт древних фракийских объектов и культуры.
Бегликташ привлекает и нежелательное внимание. Димитр Недев в одном из своих интервью упомянул, что были обнаружены свидетельства неонацистского ритуала, проведённого в районе памятника.
В июне 2006 года по инициативе Бургаского археологического музея и при содействии клуба «Вромос» и Off Road клуба Приморско на территории Бегликташа предпринимались попытки восстановить предполагаемое расположение мегалитических блоков «солнечных часов», для чего были привлечены моторные транспортные средства.
По мнению инженера Любомира Цонева, подобные манипуляции наносят непоправимый ущерб объектам, поскольку лишают их аутентичности и уничтожают как научные памятники, так как при перемещении утрачивается возможность последующей датировки мегалитов методом оптически стимулированной люминесценции.
Подобные инициативы по «восстановлению» археологических объектов путём перемещения или перекладки артефактов вызывают серьёзные сомнения относительно научных методов, применяемых болгарскими археологами.

Резкие реакции против нарушений методики археологических исследований серьёзно подорвали репутацию болгарской археологической науки в 2006 году, когда Европейская ассоциация археологов направила письмо проф. Василу Николову (председателю Совета по полевым исследованиям), в котором выразила глубокие сомнения в том, что Георги Китов работает методами, соответствующими XXI веку.